# Делієв Георгій Вікторович
Гео́ргій Ві́кторович Делі́єв (1 січня 1960, Херсон) — актор, режисер, художник, музикант, художній керівник театру «Маски-шоу». У 2002 році отримав звання «Заслужений артист України», у 2009 році — «Народний артист України».
Відомий своїми українофобськими поглядами; попри це, згодився виконати одну з головних ролей у фільмі «Донбас», де в сатиричному вигляді зображено сепаратистів.

## Життєпис

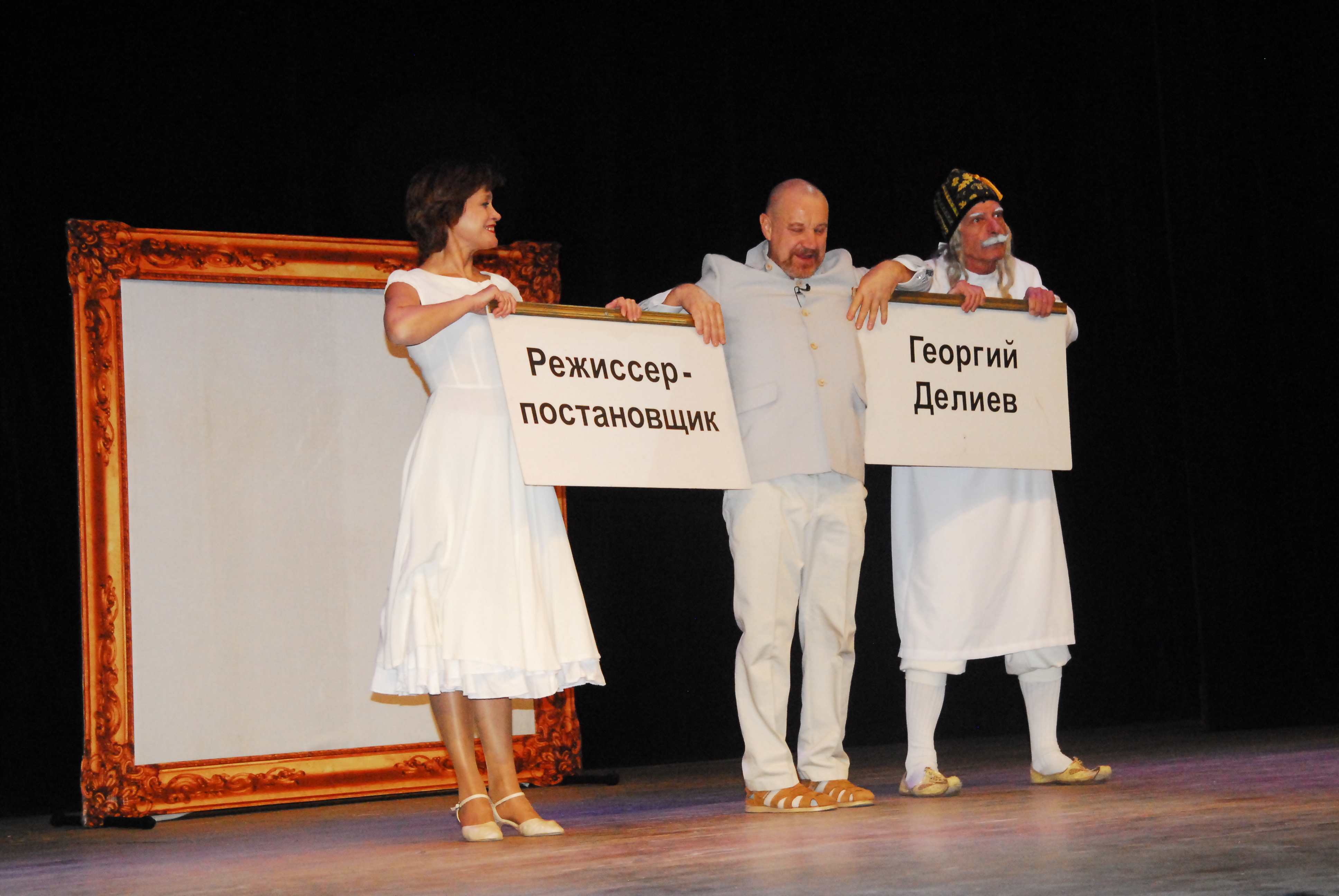
На виступі у Мелітополі, 2017

Народився в родині вчителів Віктора Георгійовича Делієва та Галини Трохимівни Делієвої. Тоді батьки жили в Новій Каховці, а народжувати сина матір повезли в пологовий будинок до Херсона. Дитинство Георгія пройшло в Новій Каховці. У родині Георгія називають Юрою, у нього є молодший брат Лев Делієв. Георгій — правнук архієпископа Дніпропетровського Георгія (Делієва). У дитинстві займався веслуванням, легкою атлетикою, баскетболом, волейболом, особливо любив малювання. Одного разу його показали по телебаченню на виставці картин, батьки думали, що він стане художником.
З 1977 по 1982 рік навчався в Одеському інженерно-будівельному інституті на архітектурному факультеті. У студентські роки активно займався пантомімою та клоунадою.
У 1982—1984 роках працював архітектором в місті П'ятигорську, потім у Кишиневі, де паралельно відкрив театри-студії пантоміми.
У 1984 році працював у Ленінградському театрі під керівництвом В'ячеслава Полуніна «Лицедії». Того ж року його прийнято до ансамблю пантоміми та клоунади «Маски» при Одеській філармонії. Нині комік-трупа «Маски» — самостійна компанія, де Делієв донині працює художнім керівником, режисером, актором, автором.
З 1986 по 1989 рр. Георгій учився в державному інституті театрального мистецтва на факультеті режисури естради. В 1991 році Георгій зняв повнометражний художній фільм «Сім днів з російською красунею». Також Делієв знімався в багатьох фільмах Кіри Муратової (за роль у фільмі «Настроювач» отримав премію кінофестивалю «Стожари — 2005» за найкращу чоловічу роль), зіграв роль Остапа Бендера в німецькому художньому фільмі Ульріке Оттінгер «Дванадцять стільців». У 2008 році зіграв головну роль у українському комедійному фільмі «Прикольна казка». Починаючи з 1992 року був режисером-постановником, автором сценарію і виконавцем головних ролей у телевізійних фільмах комедійного серіалу «Маски-шоу».
Лауреат Всесоюзного конкурсу артистів естради, лауреат і дипломант багатьох міжнародних конкурсів театру, циркового мистецтва, телевізійних фестивалів і конкурсів. Народний артист України. Член Спілки театральних діячів України і Спілки кінематографістів України.
У 2002 році був обраний депутатом Одеської міської ради, був членом в комісії з питань культури, з питань молоді і спорту.
Є автором пісень, гітаристом і вокалістом в рок-групі «Delievs band». За останні кілька років Георгій Делієв випустив музичні альбоми «Хулиган с большой буквы» (2005), «Дубда» (2007) та «Небесный поезд» (2008). Альбомам характерна різноманітна палітра звучання та виконання.
У 2006 році співав дуетом разом із відомою українською співачкою Альоною Вінницькою. Музичним продюсером пісні став Олексій Большой. Він написав музику, використовуючи запропоновані Георгієм брендові семпли з серіалу «Маски-шоу», а Альона написала слова. Георгій та Альона отримали за дану композицію премію «Пісня року-2006». Пізніше вийшла пісня «Мы к вам приехали на час».
Нині гастролює з гуртом «Delievs band» по містах України та інших держав. Його кліпи можна побачити на провідних каналах України , а пісні звучать на багатьох радіостанціях України. На всіх концертах — живе виконання, а також в процесі виступу Георгій грає на різних екзотичних музичних інструментах. У 2017 році член журі Ліги Сміху.
З початку повномасштабної російської навали мешкає у Франції, місто Париж.

## Фільмографія
Актор
Повнометражні фільми
- 2018 — Донбас — «Батяня», режисер: Сергій Лозниця (Україна)
- 2017 — Одеський знайда / Одеський підкидько — знайда, режисер Георгій Делієв (Україна)
- 2012 — Вічне повернення — Режисер: К. Муратова (Україна)
- 2009 — Мелодія для катеринки — проповідник, Режисер: К. Муратова (Україна)
- 2008 — Прикольна казка — військовий міністр, Режисер: Р. Ширман (Україна, Естонія)
- 2004 — Настроювач — Андрій, Режисер: К. Муратова (Україна)
- 2002 — Чеховські мотиви — Режисер: К. Муратова (Україна)
- 2001 — Другорядні люди — Режисер: К. Муратова (Україна)

Телебачення
- 2019 — Юрчишини, ситком — Нік, режисер: Олександр Березань (Україна)
- 2018 — Сувенір з Одеси, телесеріал  — Рахумовський, режисер: Олег Туранський (Україна)
- 2014 — Пляж, телефільм  — Режисер: Д. Пантелеєв (Україна)
- 2012 — Моя русалка, моя Лореляй, телефільм  — Режисер: Н. Джорджадзе (Україна)
- 2011 — Шаббат, телефільм — Режисер: Ю. Садомський и М. Фірсенко (Україна)
- 2011 — Костоправ, телефільм — лікар, Режисер: В. Чигинський (Україна)
- 2010 — Демони, телефільм — Гриша-Мажор, Режисер: А. Будьоний (Росія)
- 2009 — Одружити Казанову, телефільм — Режисер: В. Ноздрюхин-Заболотний (Росія, Україна)
- 2009 — Люблю 9 березня!, телефільм — Льоша, Режисер: С. Крутін (Росія)
- 2009 — Територія краси, телефільм — рок-музикант, Режисеры: І. Забара и О. Тараненко (Україна)
- 2008 — Розстріл, телефільм — Режисер: Г. Делієв (Україна)
- 2008 — Стріляй, негайно!, телефільм — Продавец в збройовому магазині, Режисер: В. Новак (Україна)
- 2008 — Двоє і війна, мінісеріал — німец, Режисер: В. Воробйов (Росія)
- 2008 — Малахольна, телефільм — батько Наді, Режисер: В. Дмитрієвський (Росія)
- 2007 — Іван Подушкін. Джентльмен розшуку, телефільм — сусід Валера, Режисер: А. Мармонтов (Росія)
- 2005 — Весела хата, телефільм — роль німецького підприємця, Режисер: В. Андрієнко (Україна)
- 2004 — Кредитка, телефільм, Режисер: Л. Павловський (Україна)
- 2004 — Дванадцять стільців, телефільм — Остап Бендер, Режисер: У. Оттингер (Німеччина)
- 1992—2006 — «Маски-шоу», скетч-шоу (Росія)
- 1991 — Сім днів з російською красунею, телефільм — Фуріч, Режисеры: Г. Деліев, Ю. Володарський (Україна, Росія)

Режисер
- 2017 — Одеський знайда / Одеський підкидько
- 2008 — Сині як море очі
- 2008 — Розстріл
- 2004 — Дрібний дощ
- 1992—2006 — «Маски-шоу», скетч-шоу (Росія)
- 1991 — Сім днів з російською красунею

### Музичні кліпи
- 2014 — «Сон».
- 2010 — «Прийшов агент». Кліп на пісню з альбому «Небесний поїзд» являє собою динамічно змонтоване відео з матеріалу перебування Георгія Делієва на фестивалі «Burning Man» у штаті Невада.
- 2009 — «Злі клоуни» — кліп на дуетну пісню Жорик DELіев і Олексія Большого.
- 2008 — «Хтось під Новий рік»
- 2008 — «Сила волі». Зйомки даного кліпу відбувалися в травні в «Будинку клоунів» за участю групи «Масктер-клас» та колективу «Умілі ноги».
- 2006 — «Я реальний придурок» Герой ходить по нічному місту і на його шляху з'являються різні персонажі, яких грають Б. Барського, Я. Деліева, І. Токарчук, колектив «Умілі ноги», клоуни «Оранжевий настрій» і т.д
- 2006 — «Тумба-бугі». За основу сюжету було взято знаменитий фільм Тарантіно «Кримінальне чтиво». А саме танцювальний фрагмент з Мией Уоліс (Ума Турман) і Вінсентом (Джон Траволта), яких і зіграли відома співачка і лідер комік-трупи «Маски». У кліпі так само взяли участь Борис Барський та Яна Делієва.
- 2006 — «Я поганий». Це відео складається з концертного виступу Жорика Делієва і смішних гегів з серіалу «Маски-шоу».
- 2000 — «По алеях» для групи «Ляпис Трубецкой» Кліп відтворює атмосферу провінційного ресторану, в якому грає місцевий ансамбль (в цій якості виступила група «Ляпис Трубецкой»). В інших ролях зайняті «Маски», що займаються своїми звичайними справами — трюками і гегами.
- 1995 — «За Пивом». Кліп на пісню Кабаре-дует «Академія».
- 1989 — «Маски»
- 1988 — «Куплети Мефістофеля»
- 1988 — «Завдання виконано»
- 1987 — «Одеса-мама»

## Художник
Роботи Георгія Делієва виконані в манері експериментального малювання різними техніками (олія, акрил, акварель, туш, пастель).

## Дискографія
- Жорык Делиев и ВИА «Качели-Качели»: Хулиган с большой буквы Х (2005)
- Жорык Делиев: Дубда (2007)
- Жорык Делиев: Небесный поезд (2008)

## Сім'я
- Батько Віктор Георгійович Делієв (нар. 1936)
- Мати Галина Трохимівна Делієва (д. Гуліна) (нар. 13 травня 1937)
- Донька Яна Делієва (нар. 8 липня 1983), грала в дитинстві в багатьох серіях проєкту «Маски-шоу» з 1992 по 1995. Психологиня за освітою. Танцює степ з колективом «Умілі ноги», викладає танці «tap dance» і танцює фламенко, клоунеса в театрі «Кабаре Буффон», знімається в кіно, вчиться вокалу, співає пісні в стилі французький шансон, одружена.
- Перша дружина з 1979 Лариса Делієва (д. Пудовська) (нар. 15 вересня 1961 — помер. 22 січня 2012) працювала художницею.
- Друга дружина Катерина Делієва, Катерина на 25 років молодша за Георгія. У 2015 році народила сина Миколу.
- Онучка Аліса Климова (нар. 8 грудня 2014)
- Брат Лев Вікторович Делієв (нар. 21 лютого 1965) звукорежисер у колективі «Маски».
- Племінниця Поліна Львівна Делієва (нар. 1987)
- Дружина брата — Наталя Делієва (Северина) (нар. 11 грудня 1967), директор колективу «Маски» і театру «Дом клоунів» (Делієва Наталя Вікторівна)

## Нагороди та звання
- Заслужений артист України (2002)
- Народний артист України (серпень 2009)
- Кавалер Ордена в ім'я преподобного Іллі Муромця III ступеня УПЦ московського патріархату (2010)
- Ексдепутат міської ради в комісії з культури, освіті, у справах молоді та спорту.
- Лауреат Всесоюзного конкурсу артистів естради, лауреат і дипломант міжнародних конкурсів театру, циркового мистецтва, телевізійних фестивалів і конкурсів.
- Член Спілки театральних діячів України.
- Член Спілки кінематографістів України.
- У серпні 2005 року став академіком Міжнародної Академії трюку.
- Академік Міжнародної академії дурнів.
- Премія міжнародного кінофестивалю «Стожари-2005» — за найкращу чоловічу роль у фільмі «Настроювач».

## Критика

### Висміювання української мови в пісні «Рідна мова» (2006)
2006 року зняв музичний кліп під назвою «Рідна мова», в якому висміяв українську мову. Після появи кліпу багато українських оглядачів засудили такі дії Делієва, звинувативши його в українофобії. У відповідь на критику, Делієв заявив що у мережу потрапив «чорновий» варіант кліпу, а не фінальний й пізніше захищав кліп називаючи його «присвяченим штучній тенденції розколу суспільства за мовним питанням». Згодом у 2011 році Делієв потрапив до десятки найбільших українофобів за версією журналу «Український тиждень».
За сюжетом кліпу Делієв намагається співати російською, але двоє кремезних чоловіків у темних окулярах, які символізують «репресивний помаранчевий режим», постійно затикають йому рота й вимагають робити це українською. Урешті, співак не витримує і починає нецензурно лаятися на адресу тодішнього президента Ющенка.